# Michel Mikhaïlovitch de Russie
 (novembre 2017).
Michel Mikhaïlovitch de Russie, ou Mikhaïl Mikhaïlovitch Romanov, (en russe : Михаил Михайлович Романов), né le 16 octobre 1861 à Peterhof et mort le 26 avril 1929 à Londres, est un grand-duc de Russie, membre de la Maison de Holstein-Gottorp-Romanov.

## Biographie
Fils de Michel Nikolaïevitch de Russie et de Olga Fiodorovna, Michel Mikhaïlovitch de Russie naquit le 16 octobre 1861 à Peterhof à quelques verstes de Saint-Pétersbourg. En 1862, son père fut nommé vice-roi du Caucase, la famille s'installa à Tiflis en Géorgie. Michel Mikhaïlovitch de Russie passa son enfance et son adolescence dans le Caucase où il vécut pendant vingt ans avec ses parents, ses frères et sa sœur. Le grand-duc reçut une éducation très stricte, il dormit sur un lit de l'armée, prit des bains froids. Il reçut un enseignement scolaire à domicile par des tuteurs privés. Le grand-duc eut peu de relations avec ses parents. Son père fut très pris par ses fonctions dans l'armée et les affaires gouvernementales. Quant à sa mère, Cécile de Bade, elle imposa à ses enfants une discipline de fer, elle montra peu d'affection envers ses fils et sa fille. Michel Mikhaïlovitch de Russie fut une déception pour sa mère, cette dernière comparait le grand-duc à son frère aîné, Nicolas Mikhaïlovitch de Russie doté d'une intelligence supérieure. Michel Mikhaïlovitch de Russie fut jugé comme le moins doué des sept enfants, sa mère le jugea comme « stupide ».
Pendant les années passées dans le Caucase, Michel Mikhaïlovitch de Russie excella dans l'équitation, il commença une carrière militaire. Jeune soldat, le grand-duc participa à la Guerre russo-turque (1877-1878), il fut promu colonel. Il apprécia la vie militaire, il servit dans le régiment des chasseurs de la garde Egersky. En 1881, le grand-duc atteignit sa vingtième année, en 1882, son père fut nommé Président du Conseil d'État, il retourna avec sa famille à Saint-Pétersbourg. Michel Mikhaïlovitch de Russie fut un homme léger, il ne fut pas doté d'une grande intelligence, mais fut un bel homme de grande taille. Le grand-duc devint très populaire au sein de la société de Saint-Pétersbourg, il passa de longues soirées dans les réceptions, les bals, et les jeux de hasard, Alexandre III de Russie le qualifia d'« idiot ».

### Les tentatives de mariage
Michel Mikhaïlovitch de Russie vécut à Saint-Pétersbourg au palais de Mikhaïlovskoe avec ses parents, ses frères et sœur. Bientôt, le grand-duc désira fonder sa propre famille. En 1886, il demanda à François de Teck, la main de sa fille, Marie de Teck (1867-1953, il essuya un refus. Plus tard, il réitéra une demande en mariage auprès du duc Louis IV de Hesse (Darmstadt) (1837-1892), la main de la princesse Irène de Hesse-Darmstadt lui fut refusée. En 1887, il demanda la main de la princesse Louise du Royaume-Uni, son père, le prince de Galles (futur Édouard VII du Royaume-Uni. La demande en mariage fut rejetée. Le grand-duc tenta d'épouser une jeune fille de la noblesse russe, s'ensuivit une confrontation avec ses parents. En 1888, Michel Mikhaïlovitch de Russie entama une liaison avec la princesse Walewska. Un peu plus tard, il s'éprit de la comtesse Catherine Nikolaïevna Ignatieva, fille de l'ancien ministre de l'Intérieur, Nikolaï Pavlovitch Ignatiev (1832-1908). Accompagné de son père, le grand-duc tenta d'obtenir auprès du tsar Alexandre III de Russie la main de la comtesse. La mère du grand-duc et l'épouse du tsarévitch rendirent cette union impossible. Cécile de Bade fut farouchement opposée à cette mésalliance. Elle écrivit de son fils : « Il m'a ouvertement provoquée », elle mentionne son « manque de respect, d'affection et d'attention ». Ses parents l'obligèrent à rompre sa liaison avec la comtesse Catherine Nikolaïevna Ignatieva et décidèrent de l'envoyer à l'étranger.

### Mariage scandaleux du grand-duc

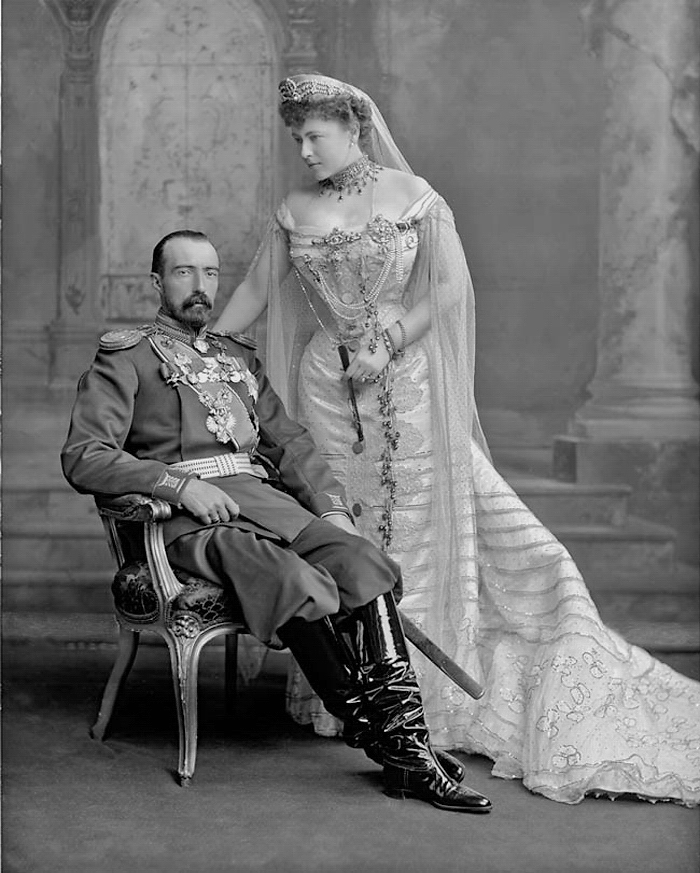
Le grand-duc Mikhaïl Mikhaïlovitch de Russie et son épouse

En 1891, à Nice, Michel Mikhaïlovitch de Russie s'éprit de la comtesse Sophie de Merenberg, fille du prince Nicolas de Nassau et de son épouse morganatique Natalia Alexandrovna Pouchkina. Petite-fille du célèbre poète et écrivain russe Alexandre Pouchkine, la jeune fille était une descendante d'Abraham Hanibal Petrovitch, prince camerounais et ancien esclave, devenu favori du tsar Pierre Ier de Russie. 
La rencontre des deux futurs époux fut romanesque : le cheval de Sophie de Merenberg s'étant emballé, le grand-duc Michel Mikhaïlovitch maîtrisa la monture et sauva la comtesse d'une probable et grave chute de cheval. Le grand-duc s'éprit de la jeune femme qui à son tour tomba amoureuse de son sauveur.
Bravant les conventions sociales et les règles des maisons Royales de leur époque, le grand-duc ne demanda au tsar ou à ses parents aucune permission pour se marier, connaissant à l'avance leur refus. Le 26 février 1891 à San Remo, le grand-duc de Russie épousa la comtesse Sophie (1868-1927).
Trois enfants sont nés de cette union :
- Anastasia Mikhaïlovna de Torby (1892-1977), en 1917, elle épousa sir Harold Augustus Wernher (1893-1973), 2e baronnet, (fils de sir Julius Wernher, Ier baronnet et d'Alice Sedgwick Mankiewicz), (trois enfants)
- Nadejda Mikhaïlovna de Torby (1896-1963), en 1916, elle épousa Georges Montbatten, 2e marquis de Milford-Haven, (fils de Louis Alexandre de Battenberg (Mountbatten), 1er marquis de Milford-Haven et de Victoria de Hesse-Darmstadt), (deux enfants)
- Michel Mikhaïlovitch de Torby (1898-1959), comte de Torby, il devint sujet britannique en novembre 1938.

Cette union morganatique fut non seulement irrégulière, mais en vertu de la loi en vigueur dans la famille des Romanov, en dépit de l'ascendance dynastique paternelle de Sophie de Merenberg, ce mariage fut à l'origine d'un grand scandale à la Cour impériale de Russie. Michel Mikhaïlovitch de Russie fut destitué de son rang à la Cour impériale et privé de ses honneurs militaires. Il lui fut interdit de revenir en Russie, cette interdiction fut donnée à vie. Cet exil forcé sauva peut-être la vie du grand-duc lors de la révolution russe. 
À l'annonce de la nouvelle du mariage de son fils, sa mère, très imbue de son rang, s'effondra sous le choc. Elle partit pour la Crimée pour se remettre de cette intense émotion. Mais pendant le voyage, elle fut victime d'un infarctus du myocarde et décéda le 12 avril 1891 à Kharkov. Michel Mikhaïlovitch de Russie ne fut pas autorisé pour autant à venir en Russie pour assister aux funérailles de sa mère.

### L'exil
En raison de son mariage morganatique Michel Mikhaïlovitch de Russie dut vivre le restant de ses jours exilé en Angleterre, en France, en Allemagne. Malgré cela, grâce à l'intervention du grand-duc Adolphe de Luxembourg, un cousin de Sophie de Merenberg, son épouse obtint du tsar le titre de comtesse de Torby. Dans un premier temps, le couple vécut à Wiesbaden et Nassau. En 1899, le grand-duc et son épouse s'installèrent à Cannes où ils possédèrent une villa, portant le nom de Kazbek, nom d'une montagne de Géorgie. Le couple vécut confortablement, un majordome, un valet, une femme de chambre, une gouvernante, une nurse et six hommes à tout faire partagèrent leur vie. Propriétaire d'une usine d'eau minérale en bouteilles près de Tiflis, Michel Mikhaïlovitch de Russie put s'offrir cette vie aisée.
Le Grand Duc Michael a participé à la construction de l’église russe à Cannes et il a financé des hôtels et des casinos dans la région.
Entre 1891 et 1893, le Grand Duc Michael, passionné de golf après un séjour en Écosse, décide de créer le Cannes Golf Club de Mandelieu, premier golf méditerranéen dans la pinède de La Napoule à l'ouest de Cannes. Il s’adressa à l'architecte de golf Harry Shapland Colt pour dessiner le parcours. Il sollicita et obtint l’arrêt des trains du Paris-Lyon-Méditerranée à La Napoule en 1893 .
En 1900, Michel Mikhaïlovitch de Russie loua le manoir de Keele Hall situé dans le Staffordshire, à quelques kilomètres de Newcastle-under-Lyme. Pendant les dix ans où il résida en Grande-Bretagne, le grand-duc adopta le mode de vie de la société anglaise. Le Conseil de Newcastle-under-Lyme lui conféra la distinction municipale de lord High Steward, il en fut enchanté. Le couple fréquenta assidûment la station balnéaire de North Berwick en Écosse.
Une partie de l'année, le couple vécut dans le sud de la France. Michel Mikhaïlovitch de Russie fut le fondateur du Club de golf de Cannes où il joua souvent lors de la saison hivernale. Dans ce lieu, le grand-duc rencontra souvent sa famille, tout particulièrement sa sœur, la grande-duchesse Anastasia Mikhaïlovna de Russie, propriétaire de la Villa Wenden (es) située à Cannes. En 1903, son père, le grand-duc Michel Nikolaïevitch de Russie fut victime d'une attaque cérébrale, sa fille l'installa dans sa villa de Cannes. Le grand-duc Michel Nikolaïevitch de Russie tomba sous le charme de sa bru et de ses petits-enfants (de Torby). La présence du père du grand-duc permit à Michel Mikhaïlovitch de Russie de rencontrer à Cannes, son frère Alexandre Mikhaïlovitch de Russie et les autres membres de sa famille, par la suite, les grands-ducs de la famille Romanov se rendirent également à Cannes. Michel Mikhaïlovitch de Russie fréquenta de nombreuses personnalités appartenant aux familles royales européennes séjournant sur la Riviera. À l'époque de la Guerre russo-japonaise (1904-1905), le grand-duc rasa sa barbe et arrêta l'application de teinture sur ses cheveux. Il fut décrit comme autocrate né, résolu, à cheval sur le protocole.
En 1908, Michel Mikhaïlovitch de Russie publia un roman Never Say Die, cet ouvrage avait pour sujet un mariage morganatique, indigné de son exil de Russie, il écrivit ce roman. Dans la préface, il écrivit : « J'appartiens à un sang impérial, je suis un membre d'une maison régnante d'Europe, je tiens à prouver au monde entier à quel point il est faux de penser ce que la majorité de l'humanité a tendance à croire que nous sommes les êtres les plus heureux de la terre. Il ne fait aucun doute que nous avons une bonne situation, mais la richesse est-ce le seul bonheur sur la terre ? »; Tout en restant « dévoué » à son épouse, le grand-duc s'éprit souvent de jolies femmes.
À la mort de son père survenue à Cannes le 18 décembre 1909, Michel Mikhaïlovitch de Russie fut autorisé à assister aux funérailles en Russie, encore indignée par les insultes qui entachèrent son mariage quelques années auparavant, son épouse refusa de l'accompagner. En 1909, Michel Mikhaïlovitch de Russie et sa famille quittèrent Keele Hall, ils s'installèrent à Hampstead dans la banlieue de Londres où le grand-duc loua un manoir. Il devint président de l'hôpital général de Hampstead auquel il fit don d'une ambulance, il fut également nommé président de la Société des Beaux-arts d'Hampstead. Dans ce lieu, le couple et leurs enfants vécurent une vie très aisée. Le grand-duc et Sophie de Merenberg occupèrent une position privilégiée dans la société anglaise. Chaque année, Michel Mikhaïlovitch de Russie et son épouse rendirent visite à Édouard VII du Royaume-Uni au château de Windsor et de Sandringham, ils furent conviés à des dîners donnés au palais de Buckingham. En 1911/13, le Grand-Duc contribua au financement de l'hôtel Carlton à Cannes.
Au décès d'Édouard VII du Royaume-Uni, Michel Mikhaïlovitch de Russie tenta d'obtenir un titre anglais pour son épouse. En 1912, George V du Royaume-Uni écrivit à son cousin Nicolas II de Russie : « Ce bon idiot de Michel, j'en suis sûr vous ennuie avec autant de griefs, comme il le fait avec moi-même ». Dans une lettre, Nicolas II de Russie informait son cousin britannique d'une permission demandée par Michel Mikhaïlovitch de Russie concernant l'acceptation d'un titre britannique pour sa femme, le tsar informa son cousin de son consentement, sous réserve bien sûr avec l'accord de George V du Royaume-Uni. Dans sa réponse le roi fit remarquer : « Je n'ai pas le pouvoir d'accorder un titre en Angleterre à un ressortissant anglais, cela est impossible pour un grand-duc de Russie ». Le souverain britannique accepta la demande officielle du grand-duc concernant l'obtention d'un titre pour Sophie de Merenberg.
Non seulement il n'obtint aucun titre pour son épouse, mais en 1912 sa position dans la société anglaise fut mis en péril. Le frère de Nicolas II de Russie, le grand-duc Michel Alexandrovitch de Russie s'exila en Angleterre après avoir épousé morganatiquement Natalia Cheremetievskaïa. L'arrivée du grand-duc Michel Alexandrovitch de Russie en Angleterre rappela à Michel Mikhaïlovitch les scandales de son propre mariage. De ce fait, le grand-duc et Sophie de Merenberg refusèrent de recevoir à Kenwood Michel Alexandrovitch de Russie et son épouse. Leur refus d'ouvrir leur porte au couple signifie que beaucoup d'autres dans la société anglaise suivirent le mouvement, par conséquent Michel Alexandrovitch de Russie et son épouse furent marginalisés.
En septembre 1912, Michel Mikhaïlovitch de Russie fut autorisé à se rendre en Russie pour le centenaire de la bataille de Borodino (7 septembre 1812). À cette occasion, le grand-duc fut rétabli dans ses honneurs militaires, il fut promu au grade de colonel honoraire du 41e régiment de Brest.

### Première Guerre mondiale

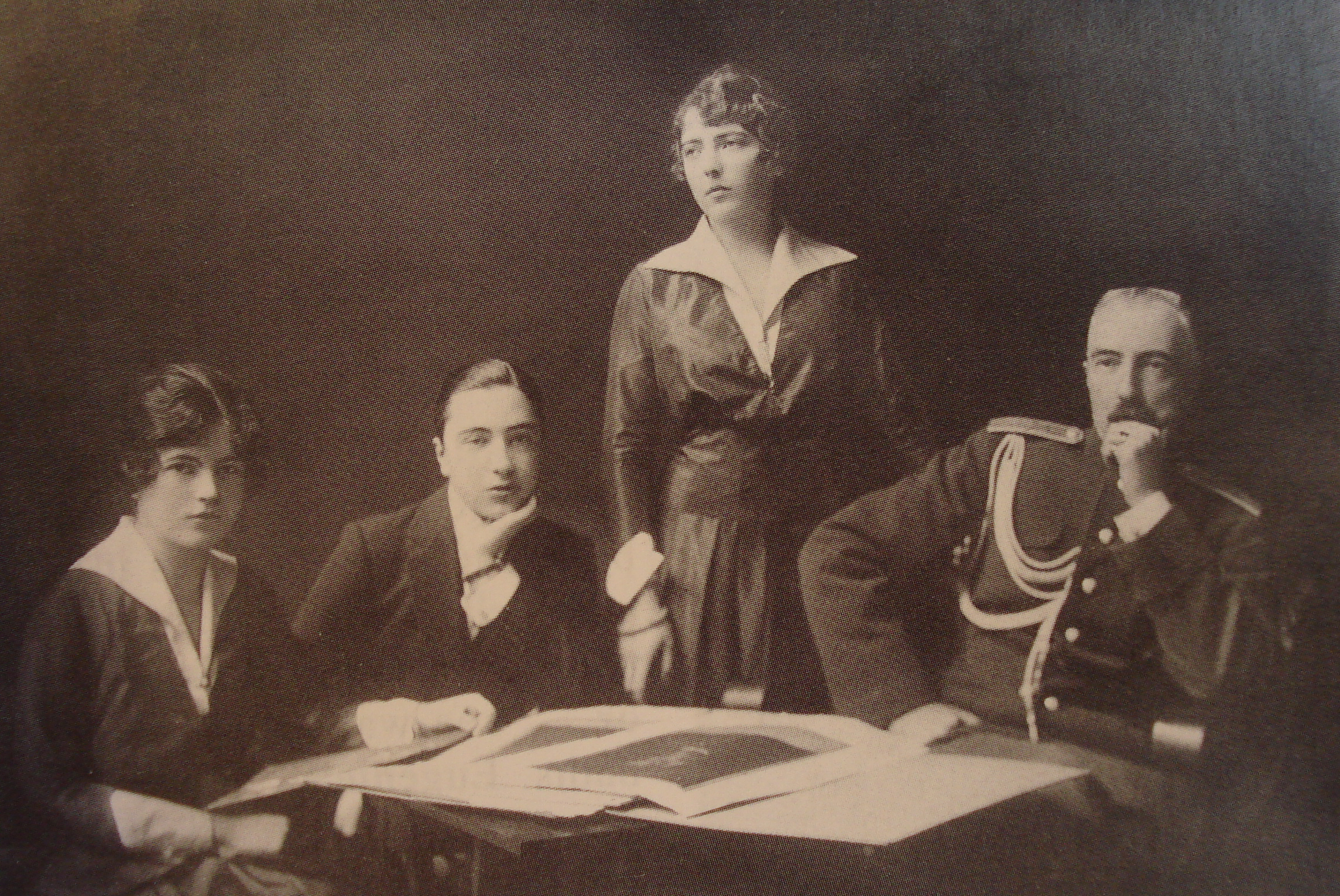
Le grand-duc Mikhaïl Mikhaïlovitch de Russie avec ses enfants de gauche à droite : Nadjda, Mikhaïl, Anastasia et le grand-duc

Lors de la Première Guerre mondiale, Michel Mikhaïlovitch de Russie fut nommé président de la Commission russe chargée de consolider les ordres à l'étranger[C'est-à-dire ?]. L'autorisation de servir dans l'armée impériale de Russie lui fut refusée. Le 31 octobre 1916, le grand-duc s'adressa à Nicolas II de Russie afin de l'avertir sur la découverte d'une menace par des agents secrets britanniques concernant l'éclatement d'une révolution en Russie, il lui conseilla de satisfaire les justes revendications du peuple avant qu'il ne soit trop tard.
Avec la guerre, puis la révolution russe, à l'époque où la fortune des Romanov fut bloquée, Michel Mikhaïlovitch de Russie perdit une bonne partie de ses richesses. Il dut s'installer dans une maison plus modeste. George V du Royaume-Uni et son épouse, la reine Mary de Teck l'aidèrent en lui versant une somme de 100 000 £.
Le 15 novembre 1916, la plus jeune fille de Michel Mikhaïlovitch de Russie, Nadejda de Torby épousa le prince Georges de Battenberg (fils de Louis Alexandre de Montbatten, 1er marquis de Milford-Haven et de Victoria de Battenberg). Nadejda de Torby fut plus connue sous le nom de comtesse Medine. Sa fille aînée, Anastasia de Torby épousa le 20 juillet 1917, un homme très fortuné, le baronnet Harold Augustus Wernher (1893-1973). Ces mariages atténuèrent la perte de revenus de Michel Mikhaïlovitch de Russie. Le baronnet aida financièrement le grand-duc.

### Fin de vie
L'unique fils de Michel Mikhaïlovitch de Russie, le comte Michel Mikhaïlovitch de Torby perdit son emploi et vint résider avec ses parents, mais leur relation fut difficile. La guerre terminée, en 1924, le grand-duc et Sophie de Merenberg retournèrent à Cannes. Après la nouvelle des assassinats de ses trois frères, beaucoup pensèrent que Michel Mikhaïlovitch de Russie avait perdu la raison. Il devint sévère et grossier avec ses serviteurs, il intenta un procès à son épouse.
En 1925, Michel Mikhaïlovitch devint si pénible que son gendre, Harold Augustus Wernher finit par le considérer comme « vraiment fou ». Le 4 septembre 1927 décéda Sophie de Merenberg, âgée de cinquante-neuf ans, George V du Royaume-Uni assista aux funérailles et adressa au grand-duc une lettre de condoléances.
Selon Harold Augustus Wernher, n'ayant plus son épouse pour se justifier, Michel Mikhaïlovitch de Russie se comporta de nouveau de façon correcte.
Michel Mikhaïlovitch de Russie contracta la grippe et décéda à Londres le 25 avril 1929. Il fut inhumé au cimetière d'Hampstead aux côtés de son épouse Sophie de Merenberg.

## Généalogie
Michel Mikhaïlovitch de Russie appartient à la quatrième branche issue de la première branche de la Maison d'Oldenbourg-Russie (Holstein-Gottorp-Romanov), elle-même issue de la première branche de la Maison d'Holstein-Gottorp. Ces trois branches sont issues de la première branche de la Maison d'Oldenbourg. Il appartint à la branche des Mikhaïlovitch.

## Ouvrages
Ne sois pas triste publié en 1908, le grand-duc Mikhaïl Mikhaïlovitch de Russie dédia ce roman à son épouse, cet ouvrage traité de l'inégalité des castes dans les mariages. Ce livre fut interdit en Russie impériale.